# Papaipema depictata
Papaipema depictata là một loài bướm đêm trong họ Noctuidae.